# Идеал полугруппы
Идеал полугруппы — подмножество {\displaystyle I} полугруппы {\displaystyle S}, которое замкнуто относительно умножения на элементы из {\displaystyle S}, где под умножением понимается алгебраическая операция над полугруппой.

## Определение
Непустое подмножество {\displaystyle I} полугруппы {\displaystyle S} называется левым идеалом {\displaystyle S}, если: {\displaystyle SI\subset I}, где {\displaystyle SI} — множество произведений {\displaystyle si} элементов {\displaystyle s\in S} и {\displaystyle i\in I}.
{\displaystyle I} называется правым идеалом, если: {\displaystyle IS\subset I}.
{\displaystyle I} называется двусторонним идеалом, если выполнены оба этих условия. Также {\displaystyle I} называют просто идеалом, если оно является левым или правым идеалом {\displaystyle S}.
В произвольной полугруппе {\displaystyle S} для любого непустого подмножества {\displaystyle R\subset S} произведение {\displaystyle RS} является правым идеалом, {\displaystyle SR} — левым, а {\displaystyle SRS} — двусторонним.
Тривиальными идеалами, которыми обладает любая полугруппа, являются множество, состоящее из нулевого элемента полугруппы (если он есть), и вся полугруппа.

## Примеры
- Множество чётных чисел образует двусторонний идеал полугруппы натуральных чисел относительно операции умножения {\displaystyle (\mathbb {N} ,\cdot )}. Это следует из того факта, что чётное число умноженное на любое другое будет чётным.

- Множество константных функции — двусторонний идеал полугруппы {\displaystyle F} всех вещественных функций относительно операции композиции:

Пусть {\displaystyle C} — множество всех константных функций (то есть для любой {\displaystyle c\in C}, значение {\displaystyle c(x)} не зависит от {\displaystyle x\in \mathbb {R} }).
Чтобы множество {\displaystyle C} было двусторонним идеалом {\displaystyle F}, оно должно быть одновременно и левосторонним и правосторонним идеалом {\displaystyle F}.
1. {\displaystyle C} — левосторонний идеал {\displaystyle F}, так как
{\displaystyle \forall f\in F,\forall c\in C:fc=f(c(x))=f(const)=const\in C}
2. {\displaystyle C} — правосторонний идеал, так как
{\displaystyle \forall f\in F,\forall c\in C:cf=c(f(x))=const\Rightarrow CF\subset C}

- Пусть {\displaystyle S} — подмножество всех периодических функций.
  1. {\displaystyle S} является левым идеалом {\displaystyle F} относительно суперпозиции. Множество значений периодической функции представляет собой периодическую последовательность ({\displaystyle s(x)=s(x+T)}, где {\displaystyle T} — период функции), очевидно, что функция от периодической последовательности является периодической функцией: {\displaystyle f(s(x))=f(s(x+T))\Rightarrow \forall f\in F,\forall s\in S:fs\subset S}
  2. Но {\displaystyle S} не является правым идеалом. Чтобы в этом убедиться, достаточно привести один пример, когда найдутся такие {\displaystyle f\in F} и {\displaystyle s\in S}, что условие {\displaystyle sf\in S} не выполняется. Возьмем функции: {\displaystyle sin(x)\in S}, {\displaystyle x^{2}\in F}, результатом суперпозиции которых будет непериодическая функция {\displaystyle sin(x^{2})}.

- Пусть {\displaystyle (\mathrm {K} ,\cdot )} — полугруппа всех квадратных матриц порядка {\displaystyle n} относительно операции умножения, тогда множество, состоящее из матриц, у которых все элементы фиксированного столба равны {\displaystyle 0} образует левый идеал.

- Пусть {\displaystyle D} — множество всех вырожденных матриц. Тогда {\displaystyle D} — двусторонний идеал {\displaystyle (\mathrm {K} ,\cdot )}, так как произведение вырожденной матрицы на любую другую будет вырожденной матрицей.

## Главные идеалы полугрупп
Главным идеалом (левым, правым, двусторонним) полугруппы {\displaystyle S}, порожденным элементом {\displaystyle \alpha }, называется наименьший идеал (соответственно левый, правый, двусторонний), содержащий {\displaystyle \alpha }.Главные левый, правый и двусторонний идеалы можно записать как:
{\displaystyle L=S\alpha \cup \alpha }
{\displaystyle R=\alpha S\cup \alpha }
{\displaystyle D=S\alpha S\cup \alpha S\cup S\alpha \cup \alpha }
Если в полугруппе существует нейтральный элемент {\displaystyle e}, то главные левый, правый, двусторонний идеалы соответственно принимают вид:
{\displaystyle L} = {\displaystyle S\alpha }
{\displaystyle R} = {\displaystyle \alpha S}
{\displaystyle D} = {\displaystyle S\alpha S}
Выделим несколько главных идеалов из приведенных выше примеров:
1) Множество {\displaystyle I} чётных чисел является главным двусторонним идеалом полугруппы {\displaystyle (N,\cdot )}. Так как каждый элемент множества {\displaystyle I} представляется в виде 2{\displaystyle k}, то его порождающим элементом является 2.
2) Доказано, что множество константных функций {\displaystyle C} есть двусторонний идеал полугруппы всех вещественных функций {\displaystyle F} относительно суперпозиции. Возьмем некую константную функцию {\displaystyle c(x)} за порождающий элемент. Тогда множество вида {\displaystyle Fc} порождает множество {\displaystyle C}, так как охватывает всевозможные вещественные функции (достаточно взять множество функций вида {\displaystyle f(x)} = {\displaystyle x}+{\displaystyle r}, где {\displaystyle r} {\displaystyle \in } {\displaystyle R}) откуда вытекает, что {\displaystyle C} — главный левый идеал. Однако, {\displaystyle cF} не порождает {\displaystyle C}, поэтому {\displaystyle C} не является главным правым идеалом.